# 固化すると体積が増える物質
本項では固化すると体積が増える物質について扱う。

## 概要
典型的な液体は固化（凝固）する際に体積が減少するが、まれに体積が増加するものがある。このような固体は、融点近くでは加圧により融解する。また、温度と圧力に関して状態図を描くと、固液共存線が負の傾きを持つ。
このような性質をもつ液体は、異常液体と呼ばれることがある。また、ガラス瓶などの中で凝固すると容器を破裂させることがある。
これは、結晶構造に隙間が多く、分子が自由になる液体状態の方がかえって高密度になるためである。固化すると体積が増える物質は、結晶を構成する原子あるいは分子の配位数が少ない、ダイヤモンド結晶構造（閃亜鉛鉱構造、配位数4）やロンズデーライト結晶構造（ウルツ鉱構造、同）をとるものが多い。（ただし、ダイヤモンドは通常の物質と同様、固化すると体積が減少する。炭素の項を参照。）
常圧の水は固化すると体積が増える代表的な物質であり、その性質は地球環境の形成において重要な働きをする。氷は水よりも密度が低いため、湖などでは表面だけが凍って底まで凍らずに済む。また、岩石の割れ目に浸みた水が凍って膨張することで生じる凍結破砕作用は侵食に大きな役割を果たす。ただし、2000気圧以上では結晶構造が変化するため、水が凍る際に体積は小さくなる。

## 固化すると体積が増える物質の例
| 物質         | 常圧での融点 (℃) | 固体の密度 (g/cm3、融点) | 液体の密度 (g/cm3、融点) | 結晶構造         |
| ------------ | ---------------- | ------------------------ | ------------------------ | ---------------- |
| 水           | 0                | 0.91671                  | 0.999 84                 | ウルツ鉱構造     |
| ケイ素       | 1412             | 2.29                     | 2.52                     | ダイヤモンド構造 |
| ゲルマニウム | 937.4            | 5.22                     | 5.51                     | ダイヤモンド構造 |
| ガリウム     | 29.78            | 5.91                     | 6.095                    |                  |
| ビスマス     | 271.4            | 9.16                     | 10.02                    |                  |
| プルトニウム | 639.5            | 16.51                    | 16.63                    |                  |